# Yamada-kun to 7-nin no Majo
Yamada-kun to 7-nin no Majo (山田くんと７人の魔女, Yamada-kun to nana-nin no Majo, lit. 'En Yamada i les set bruixes'), és un manga escrit i il·lustrat per Miki Yoshikawa. La sèrie es va publicar setmanalment des del 22 de febrer de 2012 fins al febrer de 2017 per l'editorial Kodansha a la revista Shūkan Shōnen Magazine, recopilant-se en 28 volums.
L'agost de 2013 es va començar a emetre una sèrie de drama japonès al canal de Fuji TV. El 2015 es va emetre al Japó un anime de 12 capítols produït per l'estudi Liden films.

## Sinopsi
En Ryū Yamada és un estudiant de segon any de batxillerat a l'institut Suzaku. És un estudiant problemàtic amb una personalitat antipàtica, sempre arriba tard, fa migdiades a classe i treu molt males notes. Mentrestant, la Shiraishi Urara, és tot el contrari, és l'alumna més brillant de l'institut Suzaku. Un dia, després d'un incident, s'intercanvien els cossos. En Ryū acaba al cos de la Shiraishi i la Shiraishi al d'en Ryū. A partir d'aquest incident, començaran a viure moltes aventures i esdeveniments prodigiosos que els faran conèixer nous amics, enemics i personatges tafaners que faran del seu entorn un lloc més divertit. Mentrestant busquen la raó per la qual els seus cossos s'han canviat. En Ryū, la Urara i tots els membres del club d'estudis sobrenaturals decideixen descobrir el secret de les set bruixes de l'institut Suzaku, cadascuna de les quals té un poder especial.

## Contingut de l'obra

### Manga
Escrit i il·lustrat per Miki Yoshikawa, el manga de Yamada-kun to 7-nin no Majo va ser serialitzat a la revista de Kodansha Shūkan Shōnen Magazine del 22 de febrer de 2012 al 22 de febrer de 2017, després d'estar-se publicant durant exactament 5 anys. Kodansha va recopilar els seus capítols en 28 volums tankōbon, publicats del 15 de juny de 2012 al 17 d'abril de 2017.

### Dorama
Un dorama basat en el manga es va començar a emetre el 10 d'agost de 2013 els dissabtes a Fuji TV a les 23:10. Va ser protagonitzat per Yusuke Yamamoto, fent del protagonista Ryū Yamada, i Mariya Nishiuchi, fent d'Urara Shiraishi. El tema principal era "Time Machine Nante Iranai" de l'antic membre d'AKB48, Atsuko Maeda. Ella descrivia la cançó com "alegre i divertida" i esperava que animés la sèrie. Entre els patrocinadors de la sèrie hi havia Samsung, que va incloure els personatges de la sèrie en els seus anuncis relacionats emesos en aquell moment.

### Anime
Liden Films va publicar un vídeo promocional animat (PV) de Yamada-kun to 7-nin no Majo el 26 d'agost de 2013. El vídeo va ser dirigit per Seiki Takuno. El protagonista Ryu Yamada va ser interpretat per Ryōta Ōsaka, i la Urara Shiraishi va ser interpretada per Saori Hayami. El juny de 2014, Liden Films va llançar un lloc web en el qual s'anunciava que produiria un anime original en DVD (OAD). L'OAD venia en dos lliuraments: el primer va sortir el 17 de desembre de 2014 amb el volum 15 del manga, i el segon s'incloïa amb el volum 17, publicat el 15 de maig de 2015. Es va publicitar amb les set bruixes i mostrant escenes de banys termals.
El novembre de 2014, Liden Films va anunciar que tenia pensat produir una sèrie d'anime de televisió, en el qual els actors de veu de l'OAD repetirien els seus papers, que finalment es va fer realitat en un anime de 12 episodis emesa al Japó entre el 12 d'abril i el 28 de juny de 2015. La sèrie va ser dirigida per Tomoki Takuno, amb Fumiaki Usui com a ajudant de direcció. La guionista de la sèrie va ser Michiko Yokote, i la directora d'animació i dissenyadora de personatges en cap va ser Eriko Iida. Yota Tsuruoka va ser director de so i la música va ser composta per Masaru Yokoyama. El tema d'obertura de l'anime va ser "Kuchizuke Diamond" (くちづけDiamond) de WEAVER i el tema final va ser "CANDY MAGIC" de Mimi Meme Mimi.
Els primers sets de DVD i Blu-Ray de l'anime incloïen un curtmetratge crossover de Yamada-kun to 7-nin no Majo i Yankee-kun to Megane-chan, adaptat del manga per la mateixa autora.

## Acollida
El febrer de 2017, el manga havia venut més de 3,85 milions de còpies al Japó.